# 格蘭措湖

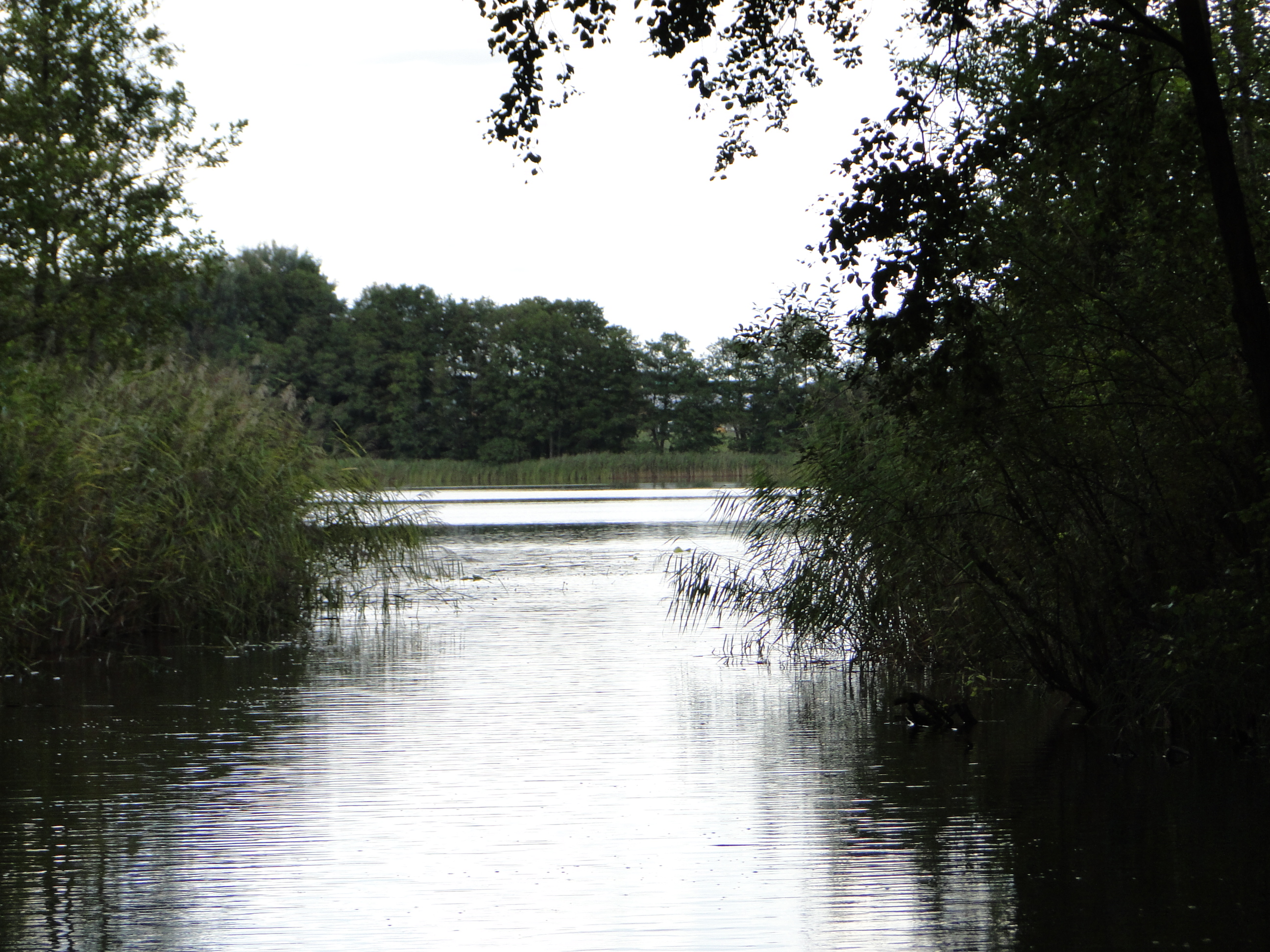

53°24′53.47″N 12°54′31.55″E / 53.4148528°N 12.9087639°E
格蘭措湖（德語：Granzower Möschen），是德國的湖泊，位於該國東北部，由梅克倫堡-前波美拉尼亞州負責管轄，處於梅克倫堡湖區縣，長1.2公里、寬0.6公里，面積0.5平方公里，海拔高度59米。